# Wyzior (jaskinia)
Wyzior (Jaskinia Niżnia pod Zamkiem) – jaskinia, a właściwie schronisko, w Dolinie Kościeliskiej w Tatrach Zachodnich. Wejście do niej znajduje się w Skale Pisanej, ponad suchym otworem południowym Jaskini Wodnej pod Pisaną, na wysokości 1045 metrów n.p.m. Długość jaskini wynosi 24 metry, a jej deniwelacja 8 metrów.

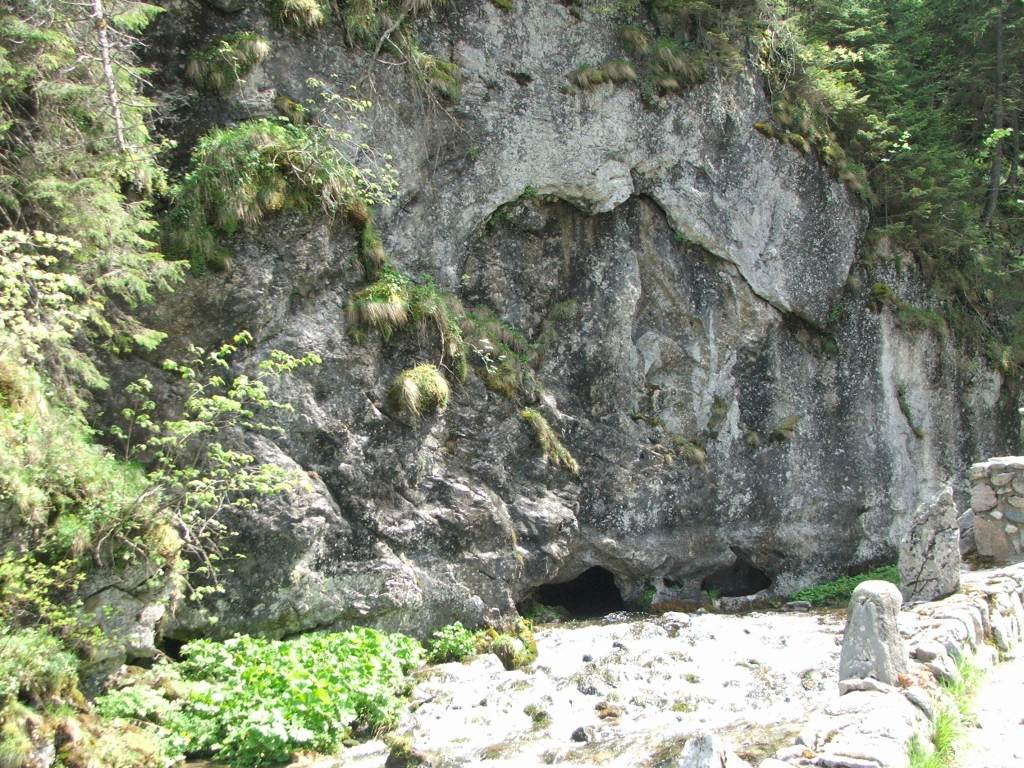
Skała Pisana w Dolinie Kościeliskiej

## Opis jaskini
Jaskinię stanowi korytarz idący od dużego otworu wejściowego w górę i zwężający się na koniec w niedostępną szczelinę.

## Przyroda
Jaskinia jest prawdopodobnie dawnym fragmentem podziemnego przepływu Potoku Kościeliskiego.
Nacieków w niej brak. Roślinność nie była badana.

## Historia odkryć
Jaskinię odkrył przypadkowo w 1934 roku J. Szokalski myśląc, że jest to Jaskinia Niżnia pod Zamkiem. Opis i plan sporządził Kazimierz Kowalski w 1953 roku.